# Aston Martin Racing
Aston Martin Racing – brytyjski zespół wyścigowy, założony w 2004 w wyniku zawiązanej współpracy pomiędzy przedsiębiorstwami Aston Martin oraz Prodrive. Obecnie zespół startuje w FIA World Endurance Championship, 24-godzinnym wyścigu Le Mans 24h Nürburgring Nordschleife oraz w IMSA United SportsCar Championship. W przeszłości ekipa pojawiała się także w stawce Blancpain Endurance Series, Intercontinental LeMans Cup, FIA GT Championship, Le Mans Series, European Le Mans Series oraz American Le Mans Series. Siedziba zespołu znajduje się w brytyjskim Banbury.
W 2010 roku właściciel Prodrive David Richards ogłosił kandydaturę Aston Martin Racing na zespół Formuły 1. Jednak kandydatura ta została odrzucona.

## Wyniki w 24h Le Mans
| Rok  | Zespół                                    | Nr  | Samochód                 | Kierowcy                                              | Klasa     | Okr. | Poz. | Klasa Pos. |
| ---- | ----------------------------------------- | --- | ------------------------ | ----------------------------------------------------- | --------- | ---- | ---- | ---------- |
| 2005 | Aston Martin Racing                       | 58  | Aston Martin DBR9        | Peter Kox Pedro Lamy Tomáš Enge                       | GT1       | 327  | NU   | NU         |
| 2005 | Aston Martin Racing                       | 59  | Aston Martin DBR9        | David Brabham Stéphane Sarrazin Darren Turner         | GT1       | 333  | 9    | 3          |
| 2006 | Aston Martin Racing                       | 007 | Aston Martin DBR9        | Darren Turner Tomáš Enge Andrea Piccini               | GT1       | 350  | 6    | 2          |
| 2006 | Aston Martin Racing                       | 009 | Aston Martin DBR9        | Pedro Lamy Stéphane Sarrazin Stéphane Ortelli         | GT1       | 342  | 10   | 5          |
| 2007 | Aston Martin Racing                       | 007 | Aston Martin DBR9        | Johnny Herbert Peter Kox Tomáš Enge                   | GT1       | 337  | 9    | 4          |
| 2007 | Aston Martin Racing                       | 009 | Aston Martin DBR9        | David Brabham Darren Turner Rickard Rydell            | GT1       | 343  | 5    | 1          |
| 2007 | Aston Martin Racing Larbre                | 006 | Aston Martin DBR9        | Patrick Bornhauser Roland Bervillé Gregor Fisken      | GT1       | 272  | 29   | 13         |
| 2007 | Aston Martin Racing Larbre                | 008 | Aston Martin DBR9        | Christophe Bouchut Fabrizio Gollin Casper Elgaard     | GT1       | 341  | 7    | 3          |
| 2007 | Aston Martin Racing BMS                   | 100 | Aston Martin DBR9        | Fabio Babini Jamie Davies Matteo Malucelli            | GT1       | 336  | 11   | 6          |
| 2008 | Charouz Racing System Aston Martin Racing | 10  | Lola B08/60-Aston Martin | Jan Charouz Tomáš Enge Stefan Mücke                   | LMP1      | 354  | 9    | 9          |
| 2008 | Aston Martin Racing                       | 007 | Aston Martin DBR9        | Heinz-Harald Frentzen Andrea Piccini Karl Wendlinger  | GT1       | 339  | 16   | 4          |
| 2008 | Aston Martin Racing                       | 009 | Aston Martin DBR9        | David Brabham Antonio García Darren Turner            | GT1       | 344  | 13   | 1          |
| 2009 | AMR Eastern Europe                        | 007 | Lola-Aston Martin B09/60 | Jan Charouz Tomáš Enge Stefan Mücke                   | LMP1      | 373  | 4    | 4          |
| 2009 | Aston Martin Racing                       | 008 | Lola-Aston Martin B09/60 | Anthony Davidson Darren Turner Jos Verstappen         | LMP1      | 342  | 13   | 11         |
| 2009 | Aston Martin Racing                       | 009 | Lola-Aston Martin B09/60 | Stuart Hall Harold Primat Peter Kox                   | LMP1      | 252  | NU   | NU         |
| 2010 | Aston Martin Racing                       | 007 | Lola-Aston Martin B09/60 | Harold Primat Stefan Mücke Adrián Fernández           | LMP1      | 365  | 6    | 5          |
| 2010 | Aston Martin Racing                       | 009 | Lola-Aston Martin B09/60 | Darren Turner Juan Barazi Sam Hancock                 | LMP1      | 368  | NU   | NU         |
| 2010 | Signature-Plus                            | 008 | Lola-Aston Martin B09/60 | Pierre Ragues Franck Mailleux Vanina Ickx             | LMP1      | 302  | NU   | NU         |
| 2010 | Young Driver AMR                          | 008 | Aston Martin DBR9        | Tomáš Enge Christoffer Nygaard Peter Kox              | LMGT1     | 311  | 22   | 3          |
| 2011 | Aston Martin Racing                       | 007 | Aston Martin AMR-One     | Stefan Mücke Darren Turner Christian Klien            | LMP1      | 4    | NU   | NU         |
| 2011 | Aston Martin Racing                       | 009 | Aston Martin AMR-One     | Harold Primat Adrián Fernández Andy Meyrick           | LMP1      | 2    | NU   | NU         |
| 2012 | Aston Martin Racing                       | 97  | Aston Martin Vantage GTE | Stefan Mücke Adrián Fernández Darren Turner           | LMGTE Pro | 332  | 19   | 3          |
| 2012 | Aston Martin Racing                       | 99  | Aston Martin Vantage GTE | Christoffer Nygaard Kristian Poulsen Allan Simonsen   | LMGTE Am  | 31   | NU   | NU         |
| 2013 | Aston Martin Racing                       | 95  | Aston Martin Vantage GTE | Allan Simonsen Kristian Poulsen Christoffer Nygaard   | LMGTE Am  | 2    | NU   | NU         |
| 2013 | Aston Martin Racing                       | 96  | Aston Martin Vantage GTE | Roald Goethe Jamie Campbell-Walter Stuart Hall        | LMGTE Am  | 301  | 30   | 6          |
| 2013 | Aston Martin Racing                       | 97  | Aston Martin Vantage GTE | Darren Turner Peter Dumbreck Stefan Mücke             | LMGTE Pro | 314  | 17   | 3          |
| 2013 | Aston Martin Racing                       | 98  | Aston Martin Vantage GTE | Paul Dalla Lana Bill Auberlen Pedro Lamy              | LMGTE Pro | 221  | NU   | NU         |
| 2013 | Aston Martin Racing                       | 99  | Aston Martin Vantage GTE | Bruno Senna Frédéric Makowiecki Robert Bell           | LMGTE Pro | 248  | NU   | NU         |
| 2014 | Aston Martin Racing                       | 95  | Aston Martin Vantage GTE | David Heinemeier Hansson Kristian Poulsen Nicki Thiim | LMGTE Am  | 334  | 19   | 1          |
| 2014 | Aston Martin Racing                       | 97  | Aston Martin Vantage GTE | Darren Turner Stefan Mücke Bruno Senna                | LMGTE Pro | 310  | 35   | 6          |
| 2014 | Aston Martin Racing                       | 98  | Aston Martin Vantage GTE | Paul Dalla Lana Pedro Lamy Christoffer Nygaard        | LMGTE Pro | 329  | 26   | 6          |
| 2014 | Aston Martin Racing                       | 99  | Aston Martin Vantage GTE | Darryl O’Young Alex MacDowall Fernando Rees           | LMGTE Pro | -    | WD   | WD         |